# Eclipsi

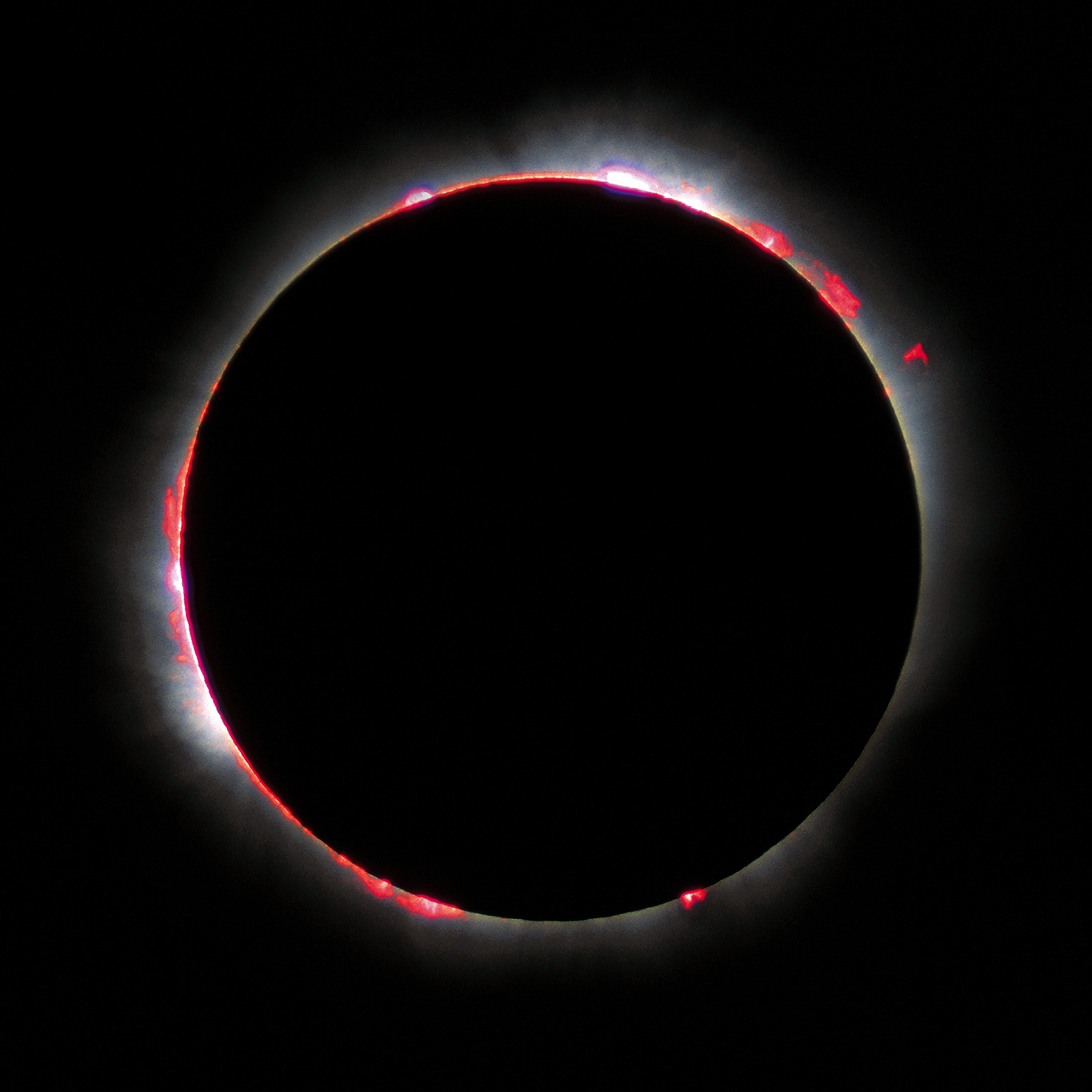
Fotografia de la corona solar durant l'eclipsi solar total a França, 1999

Un eclipsi és un fenomen astronòmic que es produeix quan un objecte celestial es mou a través de l'ombra d'un altre. És un tipus de sizígia, és a dir, l'alineació de tres o més astres. El terme deriva del substantiu del grec antic ἔκλειψις (ékleipsis), que deriva del verb ἐκλείπω (ekleípō), "deixar d'existir", combinació del prefix εκ- (ek-), de la preposició εκ, εξ (ek, ex), "fora", i del verb λείπω (leípō), "ésser absent".
El terme és utilitzat principalment per descriure o bé un eclipsi solar, quan l'ombra de la Lluna cau sobre la superfície de la Terra, o un eclipsi de Lluna, quan l'ombra de la Terra cau sobre la superfície de la Lluna. De totes maneres, es pot referir també a fenòmens externs al sistema Terra-Lluna: per exemple, un planeta movent-se en l'ombra projectada per una de les seves Llunes, una Lluna movent-se en l'ombra projectada pel seu planeta pare, o una lluna passant per l'ombra d'una altra lluna.

## Ombra, penombra i antombra

Ombra, penombra i antombra provocades per l'ocultació d'un objecte sòlid d'una font de llum més gran.

La regió de l'ombra de la Terra en un eclipsi solar o lunar es divideix en tres parts, que són les següents:
- L'ombra, en què la Lluna cobreix completament el Sol (concretament la seva fotosfera)
- L'antombra, que s'estén més enllà de la punta de l'ombra, en què la Lluna es troba al davant del Sol, però és massa petita per cobrir-lo.
- La penombra, en què la Lluna només és parcialment davant del Sol.

Aquests mateixos termes es poden utilitzar anàlogament per a altres eclipsis, com per exemple l'antombra de Deimos creuant Mart. A partir d'aquests termes es poden definir altres classificacions. Un eclipsi total ocorre quan l'observador es troba a dins de l'ombra; un eclipsi anular quan l'observador es troba a l'antombra i un eclipsi parcial quan l'observador es troba a dins de la penombra.
Per a cossos esfèrics, quan l'objecte ocultant és menor que l'estrella, la longitud (L) de l'ombra en forma de con de l'ombra és donada per:
{\displaystyle L\ =\ {\frac {r\cdot R_{o}}{R_{s}-R_{o}}}}
on Rs és el radi de l'estrella, Ro és el radi de l'objecte ocultant i r és la distància entre l'estrella i l'objecte ocultant. Per a la Terra, L és, de mitjana, 1,384×106 km, que és molt més gran que el semieix major de la Lluna de 3,844×105 km. Per tant, el con de l'ombra de la Terra pot tapar completament la Lluna durant un eclipsi lunar. Si l'objecte ocultant té atmosfera, tanmateix, una part de la brillantor de l'estrella pot ser refractada en el volum de l'ombra. Si això passa, per exemple, durant un eclipsi de la Lluna per part de la Terra la Lluna quedarà una mica il·luminada.

## Cicles d'eclipsis
Un cicle d'eclipsis té lloc quan un conjunt d'eclipsis estan separats per un interval de temps concret. Això passa quan els moviments dels cossos formen patrons repetitius. Un exemple particular és el cicle de Saros, que provoca la repetició d'un eclipsi solar o lunar cada 6.585,3 dies, una mica més que 18 anys.

## Sistema Terra-Lluna
Un eclipsi amb el Sol, la Terra i la Lluna només pot ocórrer quan estan gairebé en línia recta, permetent que un n'amagui un altre (vist des d'un tercer). Com que el pla orbital de la Lluna està inclinat respecte al pla orbital de la Terra (l'eclíptica), els eclipsis només poden ocórrer quan la Lluna està a prop de la intersecció d'aquests dos plans (els nodes). El Sol, la Terra i els nodes estan alineats dues vegades a l'any, i els eclipsis poden ocórrer durant un període d'uns dos mesos al voltant d'aquestes èpoques. Hi pot haver de quatre a set eclipsis per any. Els períodes es poden repetir segons diversos períodes, com el de Saros.
| Esquema general del sistema                                     | Esquema d'un eclipsi solar | Esquema d'un eclipsi lunar    |
| --------------------------------------------------------------- | --- | ----------------------------- |
| Esquema general.                                                | Geometria d'un eclipsi solar total. | Geometria d'un eclipsi lunar. |
| Esquema general sobre els eclipsis del sistema Sol-Terra-Lluna. | Geometria d'un eclipsi solar total. Aquest seria total només a la zona de l'ombra, de color negre; a la part de negre clar seria parcial. | Geometria d'un eclipsi lunar. |

### Eclipsi solar

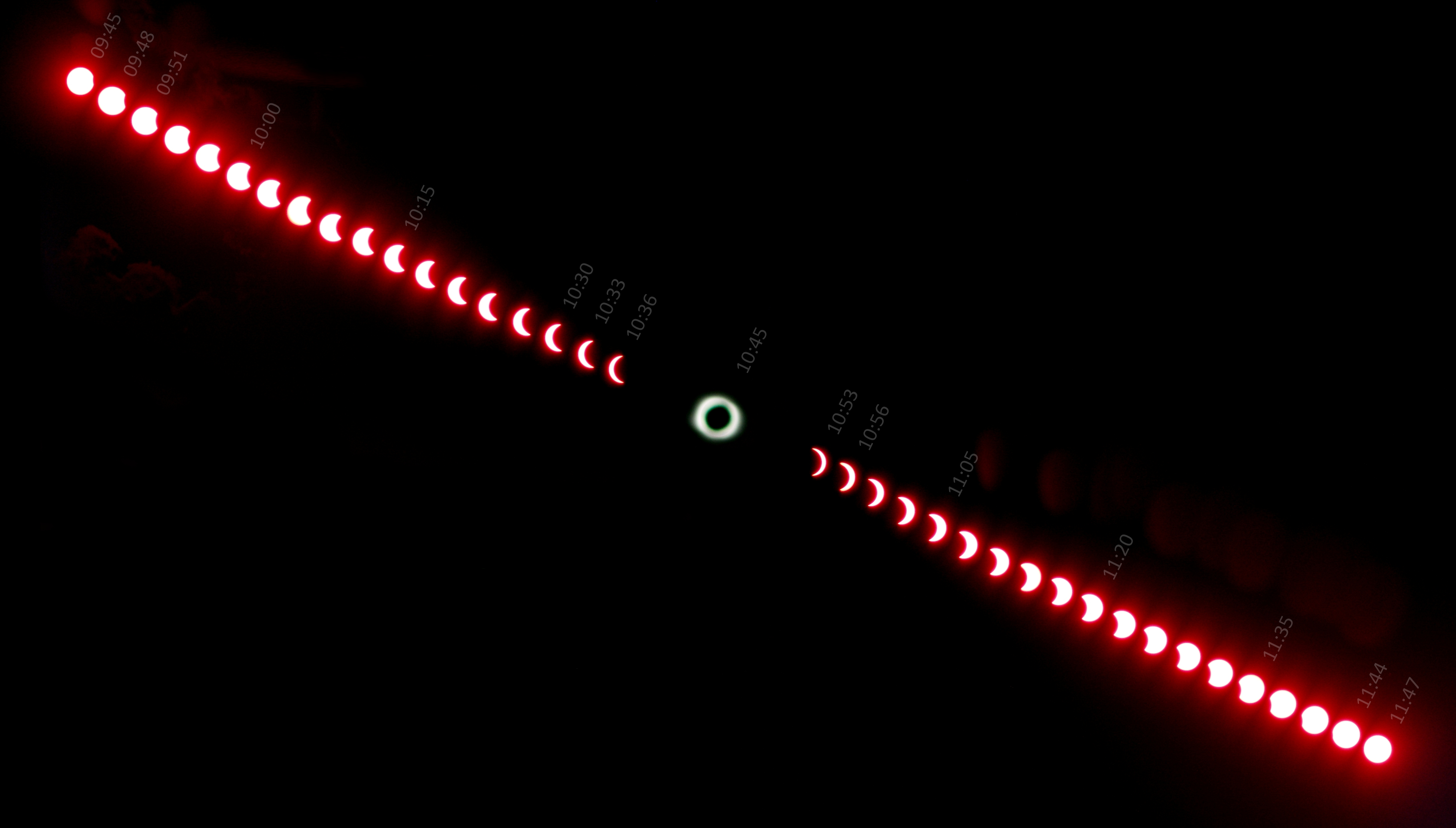
Progressió d'un eclipsi solar de l'1 d'agost de 2008. Vist des de Novossibirsk (Rússia). L'interval entre fotografies és de 3 minuts.

Un eclipsi solar ocorre quan la Lluna passa pel davant del Sol (vist des de la Terra). El tipus d'eclipsi solar depèn de la distància entre la Lluna i la Terra durant l'esdeveniment. Un eclipsi solar total ocorre quan la Terra passa pel tros d'ombra de la Lluna. Quan l'ombra no arriba a la superfície de la Terra el Sol només està tapat parcialment, sent, per tant, un eclipsi anular. Els eclipsis solars parcials ocorren quan l'observador es troba a dins de la penombra.
La magnitud de l'eclipsi és la fracció del diàmetre del Sol coberta per la Lluna. En un eclipsi total, aquest valor sempre és superior o igual a u. Es pot dir que la magnitud de l'eclipsi és la relació entre les dimensions angulars de la Lluna i el Sol.
Els eclipsis solars són esdeveniments relativament curts que només es poden observar al llarg d'un camí curt. En circumstàncies molt favorables, un eclipsi solar total pot durar 7 minuts i 31 segons, i es pot veure al llarg d'un camí amb 250 km d'ample. Tanmateix, la regió amb un eclipsi parcial és molt més gran. L'ombra de la Lluna avançarà cap a l'est a un ritme de 1.700 km/h, fins que ja no s'encreui amb la Terra.
Durant un eclipsi solar, la Lluna pot cobrir perfectament el Sol, ja que la seva mida és gairebé la mateixa que la del Sol, vist des de la Terra. Un eclipsi solar total és, de fet, una ocultació mentre que un eclipsi solar anular és un trànsit.

### Eclipsi lunar

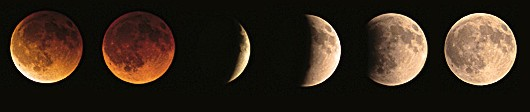
Progressió d'un eclipsi lunar. Es mostra la totalitat a les dues últimes imatges de la part inferior dreta. Aquestes van necessitar un temps d'exposició superior per fer els detalls visibles.

Els eclipsis lunars ocorren quan la Lluna passa per l'ombra de la Terra. Com que això només ocorre quan la Lluna es troba al punt més llunyà respecte al Sol, només poden passar durant la lluna plena. Contràriament als eclipsis solars, un eclipsi lunar es pot observar des de gairebé un hemisferi sencer. Per aquest motiu és molt més comú observar un eclipsi lunar des d'un punt. Un eclipsi lunar també dura més, tardant diverses hores a completar-se. La totalitat sencera dura, de mitjana, entre mitja hora i una hora.
Hi ha tres tipus d'eclipsi lunar: penombral, quan la Lluna només creua la penombra de la Terra; parcial, quan la Lluna creua parcialment l'ombra de la Terra; i total, quan la Lluna està completament dins l'ombra de la Terra. Els eclipsis lunars totals passen per totes aquestes fases. Fins i tot durant un eclipsi lunar total, tanmateix, la Lluna no és completament fosca. La llum del Sol refractada per l'atmosfera de la Terra creua l'ombra i aporta una mica d'il·luminació. Més o menys com la posta de sol, on l'atmosfera acostuma a escampar-se en longituds d'ona més curtes, i, per tant, la il·luminació de la Lluna per la llum refractada té un to vermellós.

## En altres planetes

### Gegants gasosos

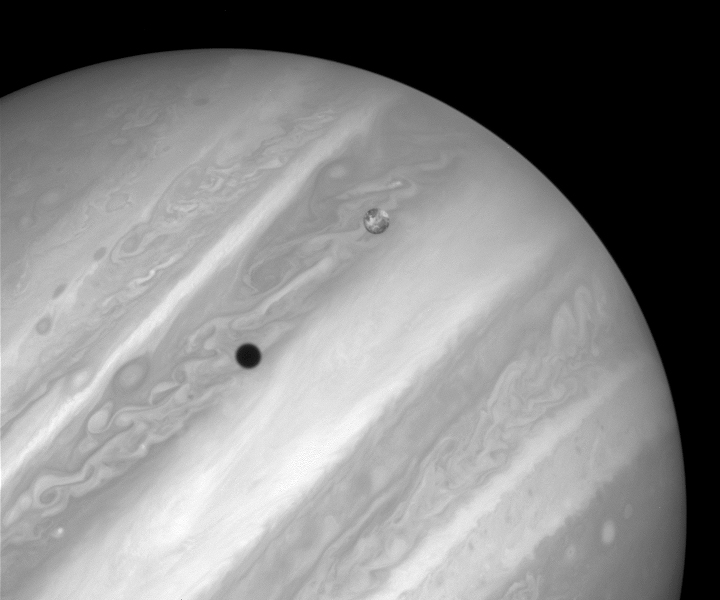
Imatge de Júpiter i Ió feta pel Telescopi espacial Hubble. La taca negra és l'ombra d'Ió.

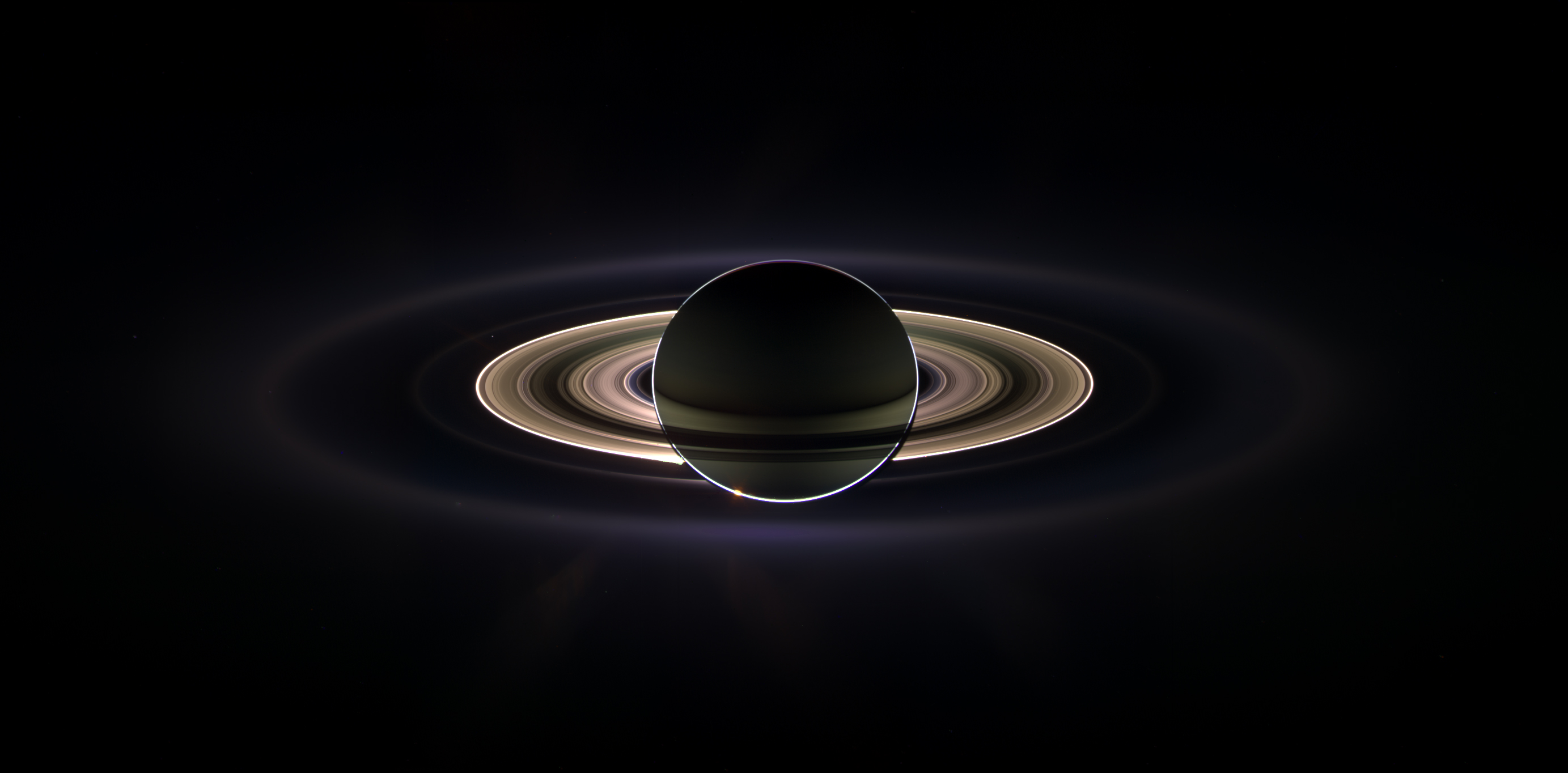
Saturn tapa el Sol. Vist per la sonda Cassini-Huygens.

Els gegants gasosos (Júpiter, Saturn, Urà, i Neptú) tenen molts satèl·lits i, per tant, tenen tot sovint eclipsis. Els més sorprenents són els de Júpiter, que té quatre satèl·lits grans i una inclinació de l'eix baixa, fent els eclipsis més freqüents quan els cossos passen per l'ombra del planeta més gran. Els trànsits tenen una freqüència similar. És comú veure els satèl·lits principals fent ombres circulars als núvols alts de Júpiter.
Els eclipsis dels satèl·lits galileans van esdevenir predictibles acuradament d'ençà que se'n coneixen els elements orbitals. Durant la dècada del 1670, es va descobrir que aquests esdeveniments ocorrien 17 minuts més tard del que s'esperava quan Júpiter estava al cantó llunyà del Sol. Ole Rømer va deduir que el retard era provocat pel temps que necessitava la llum per a viatjar de Júpiter a la Terra. Això es va utilitzar per fer la primera estimació de la velocitat de la llum.
Als altres tres gegants gasosos, els eclipsis només ocorren en períodes concrets de l'òrbita del planeta, a causa de la seva inclinació superior entre les òrbites dels satèl·lits i el pla orbital del planeta. El satèl·lit Tità, per exemple, té un pla orbital inclinat uns 1,6° respecte al pla equatorial de Saturn. Però Saturn té una inclinació de l'eix de gairebé 27°. El pla orbital de Tità només creua la línia de visió del Sol en dos moments de l'òrbita de Saturn, i, com que el període orbital de Saturn és de 29,7 anys, només pot ocorre un eclipsi cada uns 15 anys.
El cronometratge dels eclipsis dels satèl·lits jovians també va ser utilitzat per calcular la longitud d'un observador terrestre. Sabent el temps esperat que ocorreria un eclipsi a una longitud estàndard (com per exemple Greenwich), es podria calcular la diferència de temps observant el temps local de l'eclipsi. La diferència de temps dona la longitud de l'observador perquè cada hora de diferència correspon a 15° al voltant de l'equador de la Terra. Aquesta tècnica va ser utilitzada, per exemple, per Giovanni D. Cassini el 1679 per recartografiar França.

### Mart

Trànsit de Fobos des de Mart, fotografia per lOpportunity.

A Mart, només són possibles eclipsis solars parcials (trànsits), ja que cap dels satèl·lits és prou gran, als seus radis orbitals respectius, per cobrir el disc del Sol vist des de la superfície del planeta. No són possibles eclipsis dels satèl·lits per part de Mart. En algunes ocasions (tot i que és estrany) Deimos és eclipsat per Fobos. S'han fotografiat eclipsis marcians des de la superfície de Mart i des de l'òrbita.

### Plutó
A Plutó, amb el seu satèl·lit proporcionalment gran Caront, també ocorren molts eclipsis. Una sèrie d'aquests va ocórrer entre el 1985 i 1990. Aquests esdeveniments diaris van ajudar a les primeres mesures precises dels paràmetres físics dels dos objectes

### Mercuri i Venus
Els eclipsis són impossibles a Mercuri i Venus, que no tenen satèl·lits. Tanmateix, s'han observat els dos planetes fer trànsits al Sol. N'hi ha uns 13 de Mercuri cada segle. Els trànsits de Venus ocorren en parelles separades per un interval de 8 anys, però cada parella d'esdeveniments ocorre menys d'un cop cada segle.

## Binàries eclipsants
Un sistema estel·lar binari consisteix en dues estrelles que orbiten al voltant d'un centre de masses comú. Els moviments de les dues estrelles es troben en un pla orbital comú de l'espai. Quan aquest pla està ben alineat amb la posició de l'observador, es pot veure passar una estrella per davant de l'altra. Això causa un tipus de sistema d'estrelles variables anomenat binària eclipsant.
La lluminositat màxima d'un sistema de binàries eclipsants és igual a la suma de contribucions individuals de cada una de les estrelles. Quan una estrella passa per davant de l'altra, la lluminositat del sistema disminueix. La lluminositat torna a ser la mateixa quan les dues estrelles ja no estan alineades.
El primer sistema de binàries eclipsants en ser descobert va ser Algol, un sistema estel·lar de la constel·lació de Perseu. Normalment, aquesta estrella té una magnitud aparent de 2,1. Tanmateix, cada 2,867 dies la magnitud baixa a 3,4 durant més de 9 hores. Això és a causa que l'estrella més feble passa pel davant de la més brillant. El concepte que un cos eclipsant provocava aquestes variacions de lluminositat va ser introduït el 1783 per John Goodricke.

## Al llarg de la història

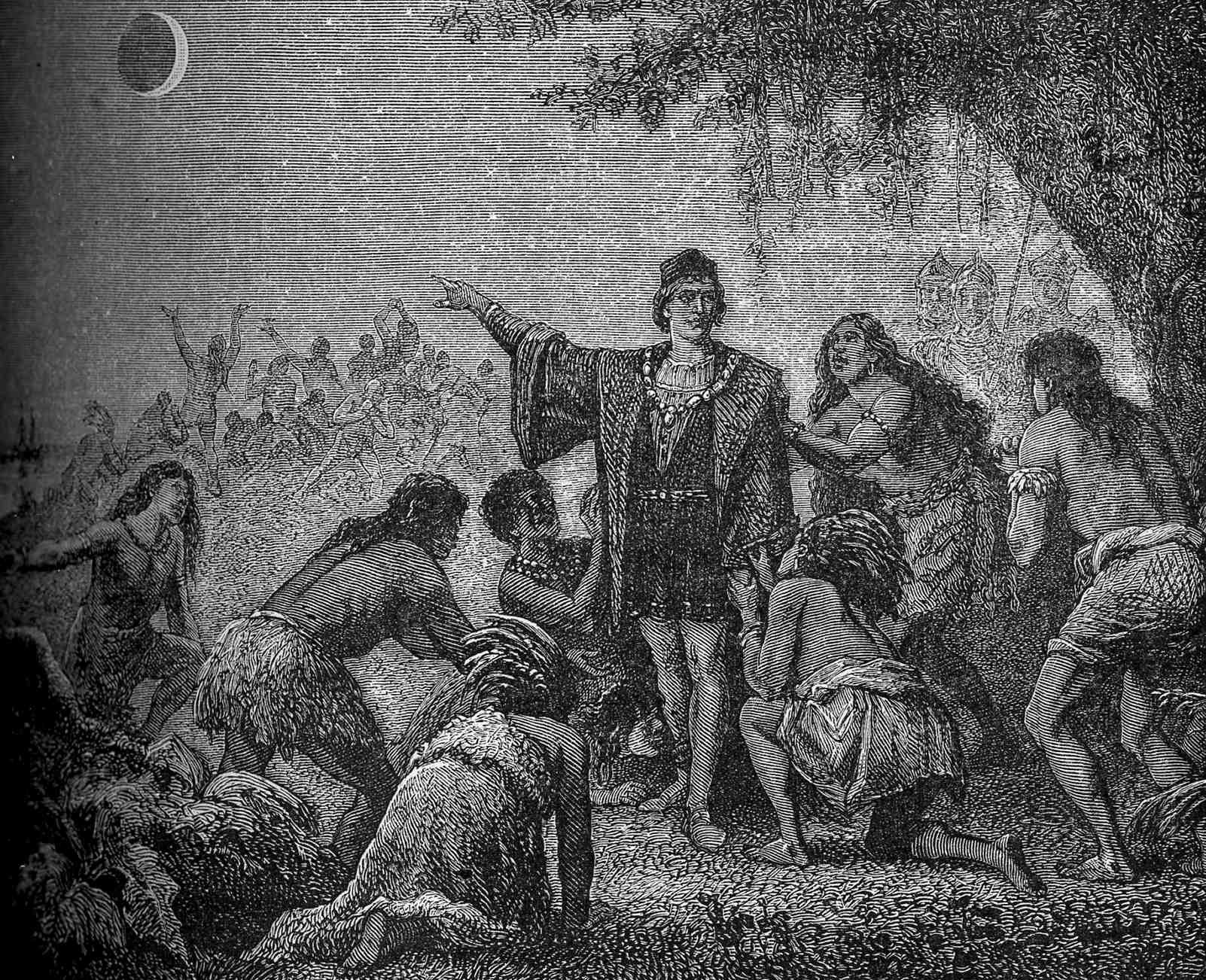
Il·lustració de Colom utilitzant un eclipsi lunar per impressionar els indígenes de Jamaica. D′Astronomie Populaire 1879, p 231 fig. 86.

Antigament els eclipsis eren fenòmens poc coneguts, cosa que feia que fossin temuts i relacionats amb catàstrofes. En cas que fos solar, desapareixia el Sol i la font de llum. Sovint es deia que eren les causes de morts de reis o emperadors, com és el cas de l'Emperadriu Suiko del Japó, el 628, o esdeveniments similars el 664. També se'n troben a la Bíblia. També es deia que molts eclipsis lunars provocaven pèrdues de batalles o morts, i s'escampaven supersticions o llegendes sobre el color vermellós (de sang) que pot agafar la Lluna en un eclipsi.
Durant l'Edat Mitjana, a Occident, els eclipsis es consideraven auguris. Els acadèmics de principis de l'Edat Mitjana sabien què ocorre als eclipsis solars.
També se'n troben referències al Llibre dels fets de Jaume I, concretament al capítol 305. L'eclipsi va ocórrer el 1239.
| « | E aço fo ·I· any apres la preso de Ualencia. E entram en Montpestler el dijous: el diuenres en tre mig jorn e hora nona fo eclipsis major que anch hom uis de memoria daquels homens que ara son, car tot lo sol cobri la luna, e pudia hom ueer be ·VII· esteles en lo cel. | » |

Sobre aquest mateix eclipsi se'n troben referències a altres documents, que concorden perfectament en dates.
S'han enregistrat eclipsis solars des de temps antics. Es poden utilitzar les dates dels eclipsis per datar cronològicament esdeveniments històrics. Una taula siriana va enregistrar un eclipsi solar que va ocórrer el 5 de març del 1223 aC, mentre que Paul Griffin afirma que una pedra irlandesa mostra un eclipsi del 30 de novembre del 3340 aC. Els registres històrics xinesos daten de fa uns 4.000 anys i s'han utilitzat per mesurar canvis en el radi de rotació de la Terra.